# Ciprusi hantmadár
A ciprusi hantmadár  (Oenanthe cypriaca) a madarak osztályának a verébalakúak (Passeriformes) rendjéhez és a  légykapófélék (Muscicapidae) családjához tartozó faj.

## Rendszerezése
A fajt Alexander von Homeyer német ornitológus írta le 1884-ben, a Saxicola nembe Saxicola cypriaca néven.

## Előfordulása
Ciprus szigetén honos, telelni Afrikába vonul, eljut Szudánba és Etiópiába is. Természetes élőhelyei a mérsékelt övi erdők, füves puszták és cserjések, sziklás környezetben, valamint legelők, ültetvények, szántóföldek, vidéki kertek és városi régiók. Vonuló faj.

## Megjelenése
Átlagos testhossza 13,5 centiméter. Arcrésze, nyaka, szárnyai és háta sötétbarna. Feje teteje, melle és hasalja fehér.

## Életmódja
Rovarokkal táplálkozik.

## Szaporodása

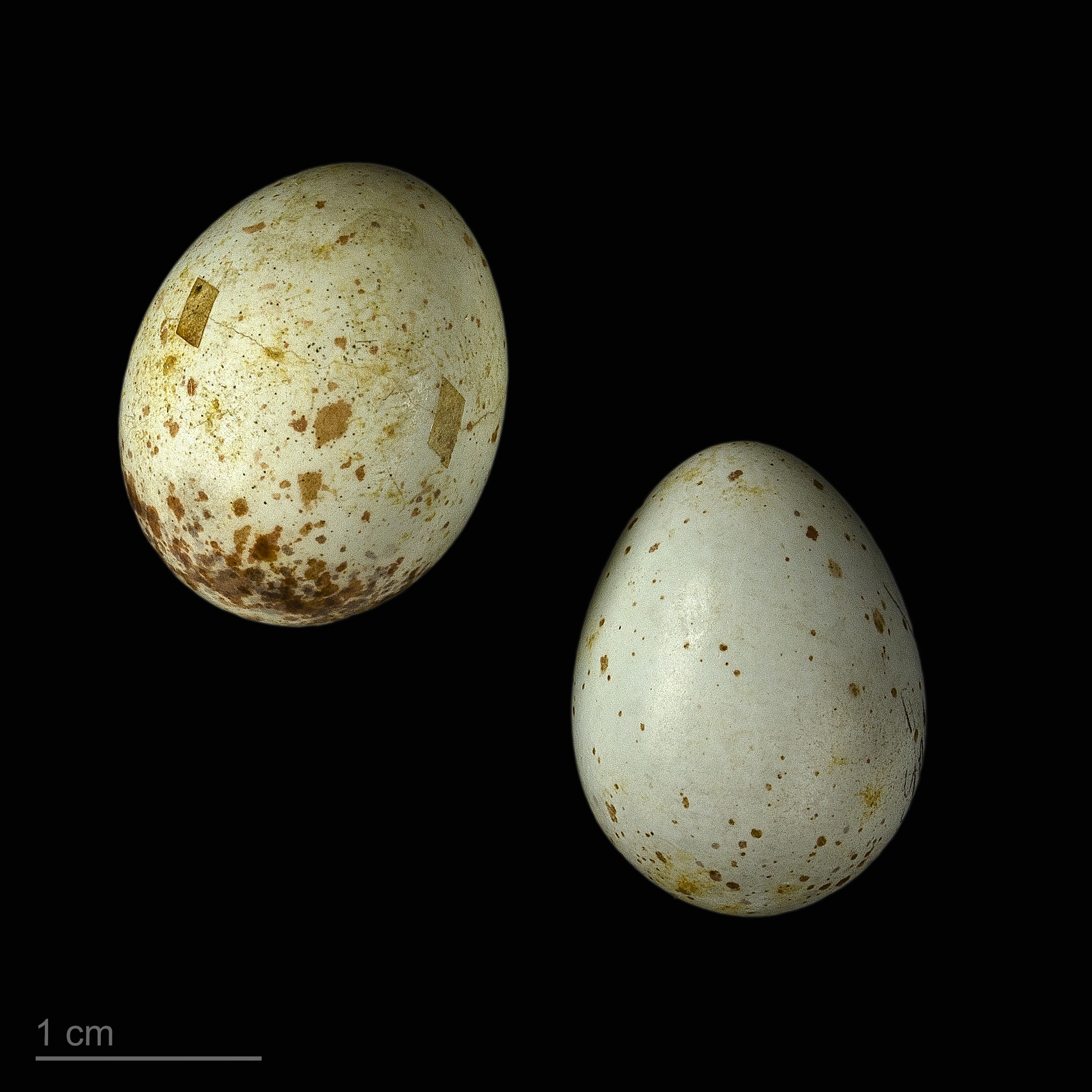
Oenanthe cypriaca

A csésze alakú fészket készít fűszálakból, amit szőrszálakkal bélel ki.

## Természetvédelmi helyzete
Az elterjedési területe kicsi, egyedszáma viszont stabil. A Természetvédelmi Világszövetség Vörös listáján nem fenyegetett fajként szerepel.